# Групова збагачувальна фабрика «Колосниківська»
Групова збагачувальна фабрика «Колосниківська» — збудована за проектом «Дондіпрошахту» і введена в дію у 1959 році. Проектна потужність 600 тис. тонн на рік.
Фабрика призначена для збагачення коксівного пісно-спікливого вугілля за технологією з глибиною 0 мм із застосуванням відсадки в некласифікованому стані (0-80 мм) та флотації шламу. В подальшому, шляхом послідовних вдосконалень технології та заміни збагачувального устаткування були створені умови для підвищення виробничої потужності фабрики до 1450 тис. тонн на рік. Разом з тим, у зв'язку з погіршенням якості та збагачувальності вугілля, яке переробляється фабрикою, збільшилися втрати пальної маси з відходами збагачення. Усунення цього негативного явища потребує відповідних змін у технологічному процесі.
Місце знаходження: м. Макіївка, Донецька обл., залізнична станція Макіївка.